# Hermissenda crassicornis
Hermissenda crassicornis är en snäckart som först beskrevs av Johann Friedrich von Eschscholtz 1831.  Hermissenda crassicornis ingår i släktet Hermissenda och familjen Facelinidae. Inga underarter finns listade i Catalogue of Life.

## Bildgalleri

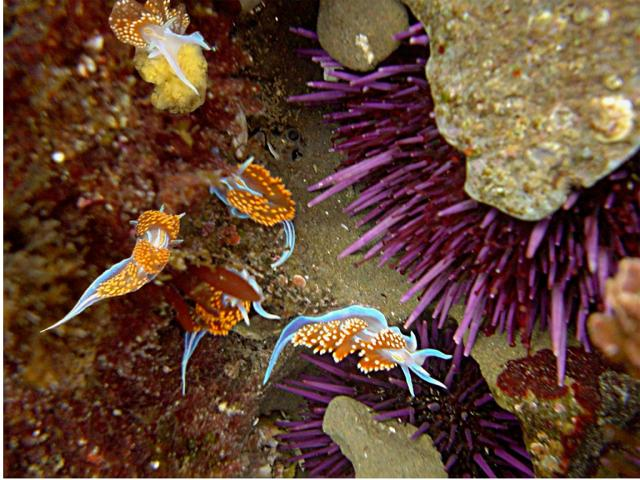
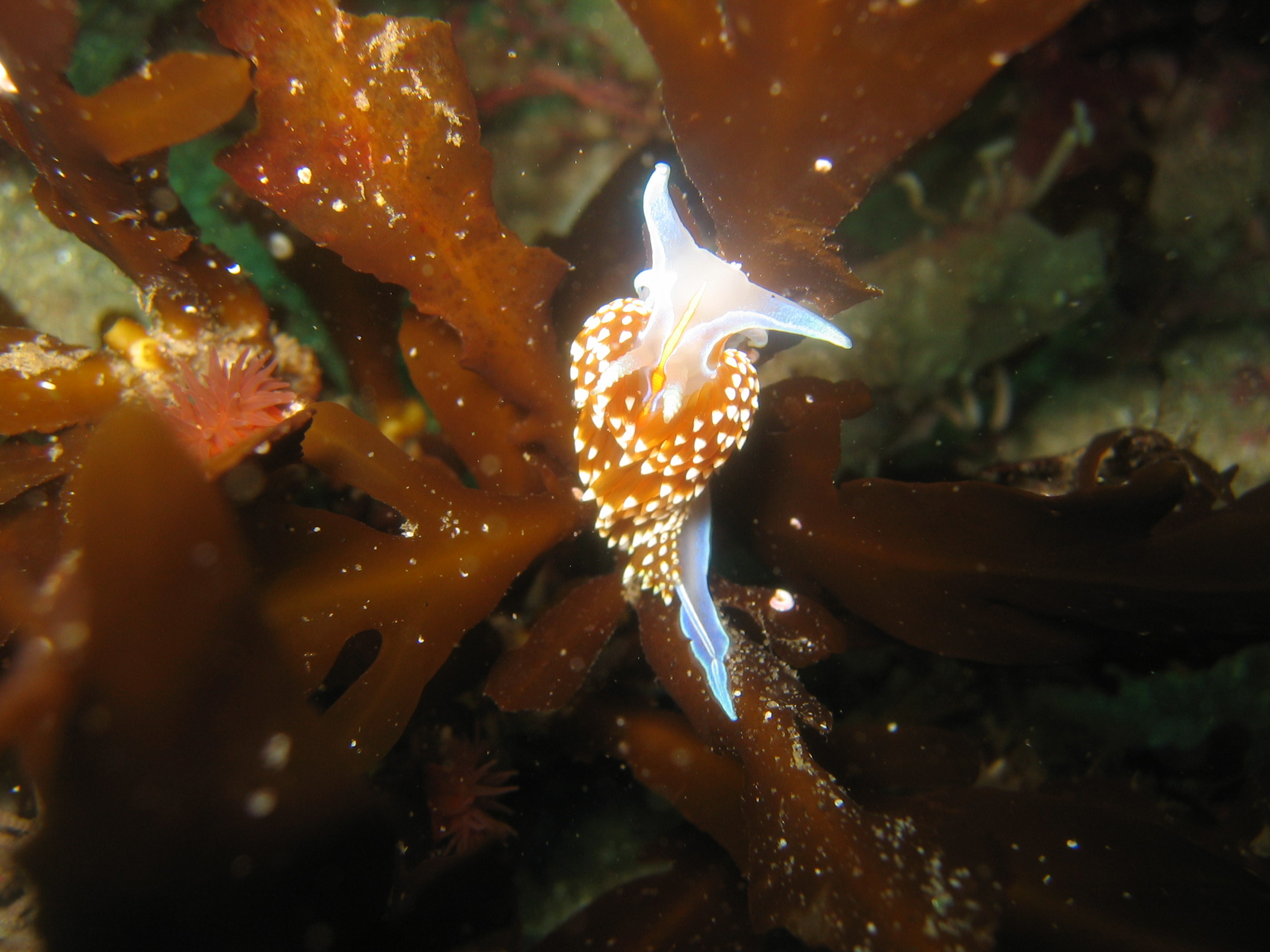
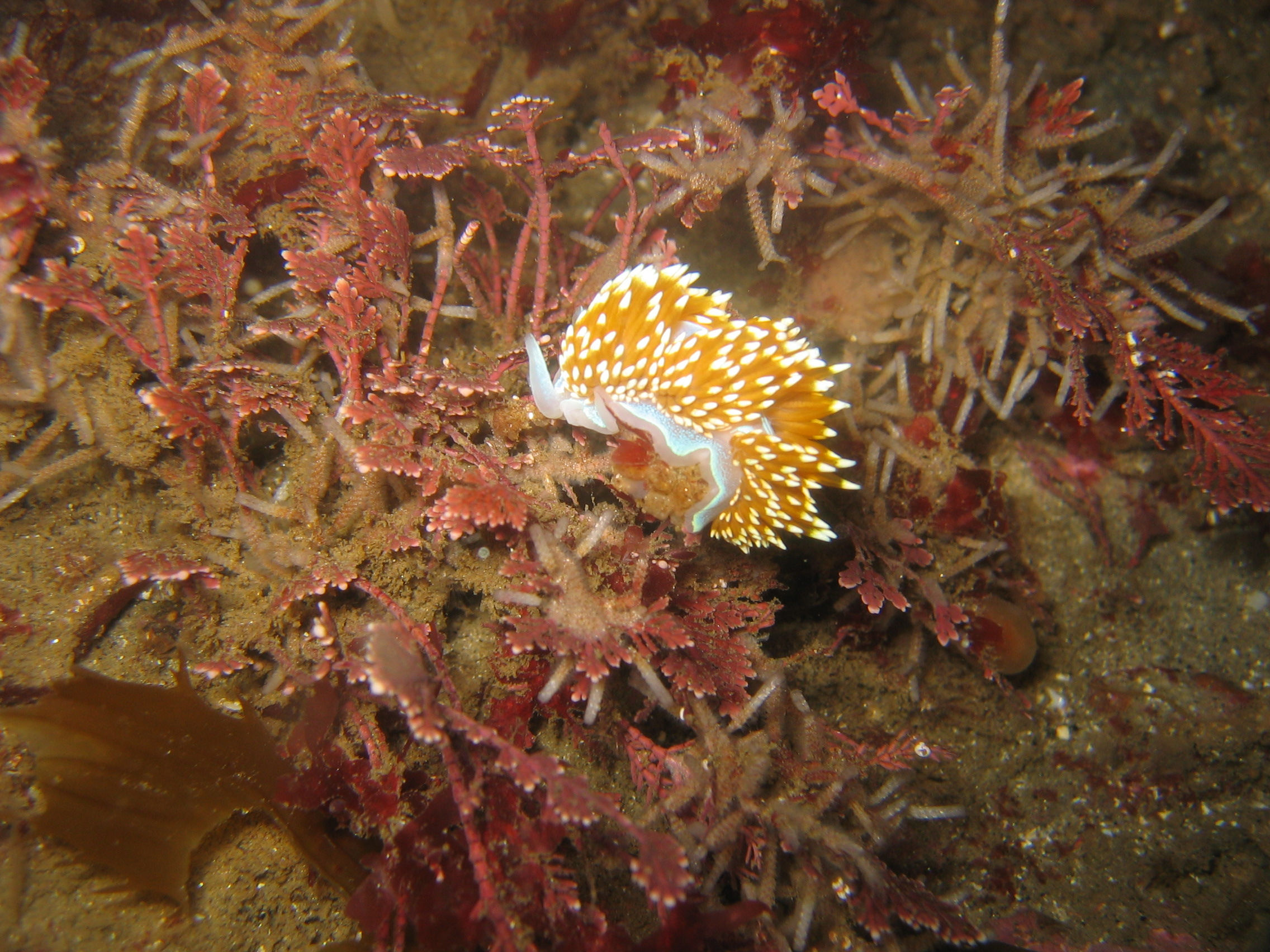
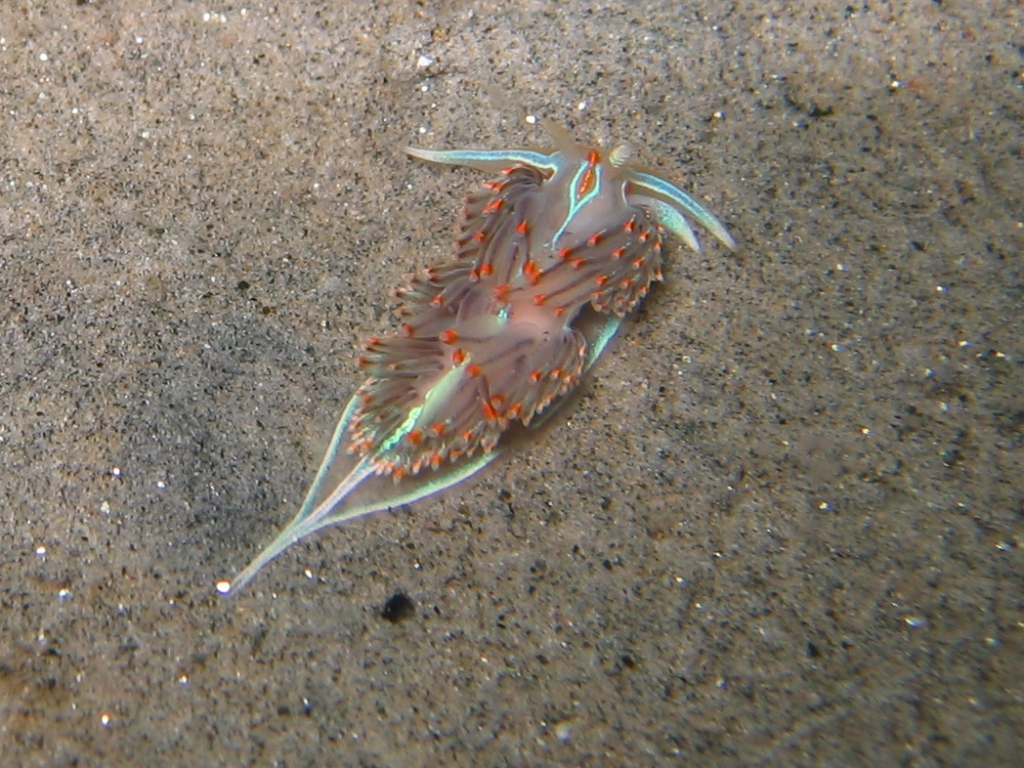